# East Dunbartonshire
East Dunbartonshire (gael. Siorrachd Dhùn Bhreatainn an Ear) jest jedną z 32 jednostek administracyjnych w Szkocji, leżącą w jej środkowej części.